# Hans Gerson

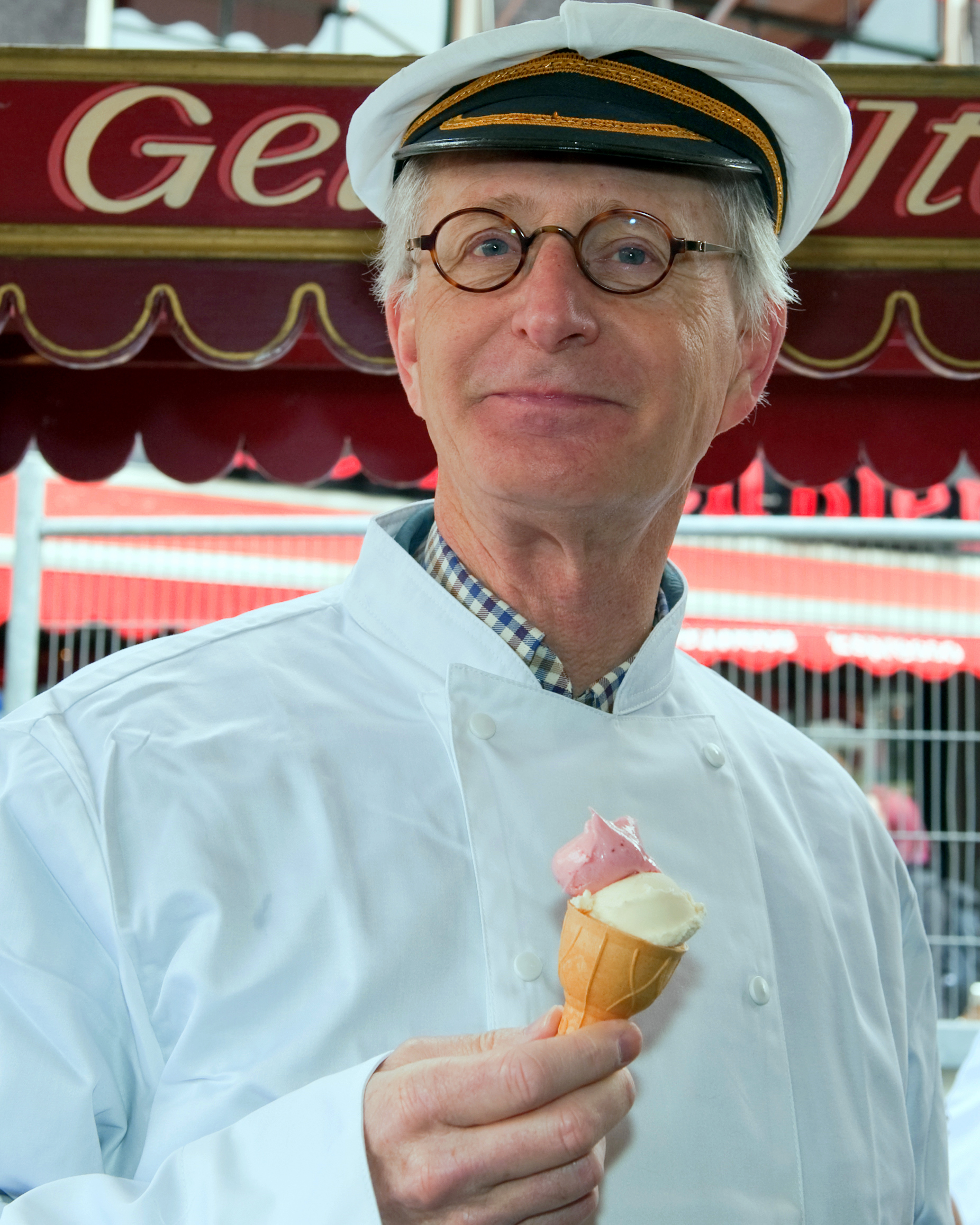
Hans Gerson.

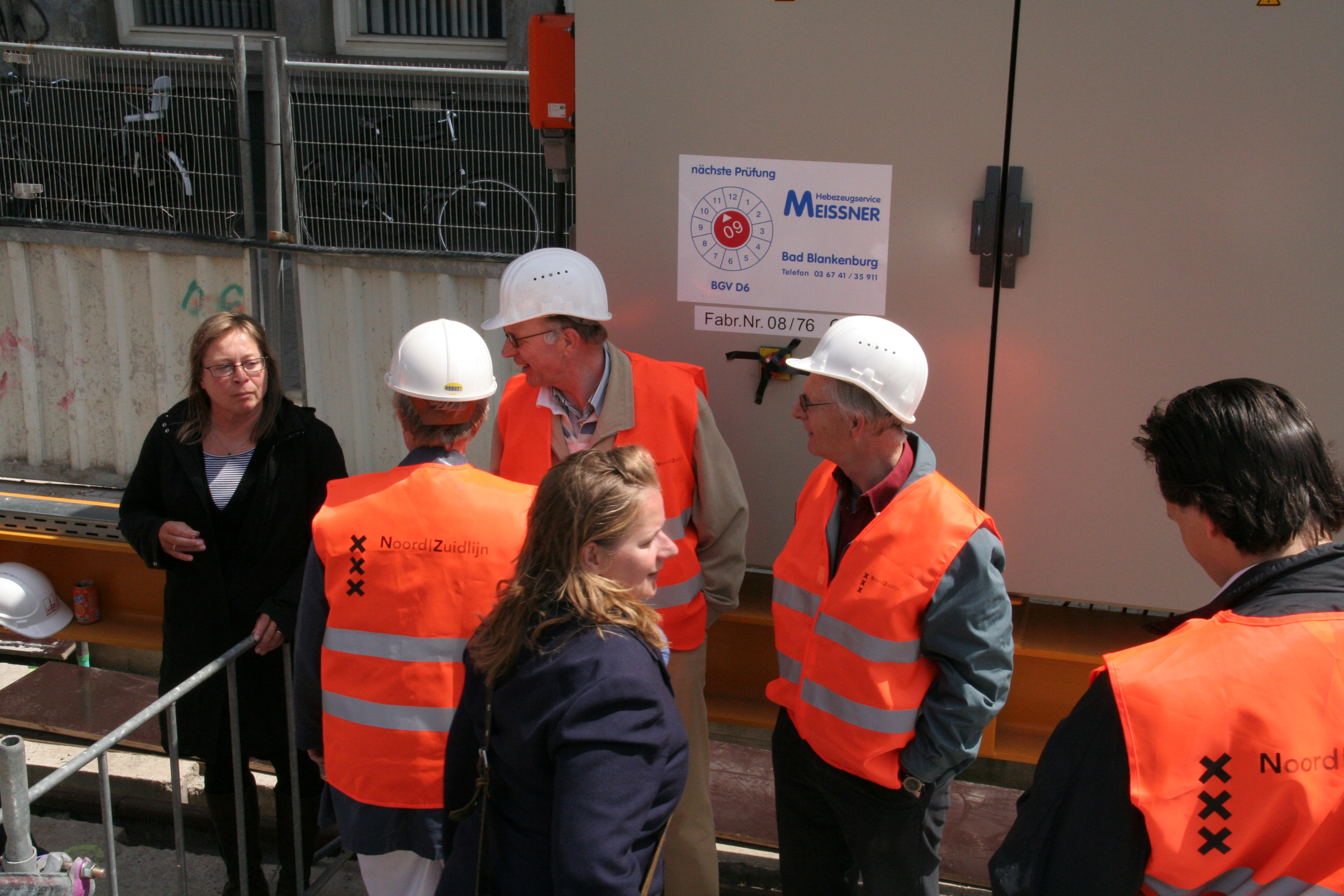
Hans Gerson (tweede van rechts) als wethouder Noord/Zuidlijn bij een bezoek aan metrostation Rokin tijdens de Dag van de Bouw in 2009.

Hans Gerson (Den Haag, 5 januari 1947) is een Nederlands ambtenaar en bestuurder. Tot zijn pensionering in mei 2014 was hij directeur van projectbureau Noordwaarts in Amsterdam, toen verantwoordelijk voor de (her)ontwikkeling van de Noordelijke IJoever en het Centrum Amsterdam-Noord. Daarnaast was hij tot 2016 voorzitter van de promotie-organisatie Amsterdam Cruise Port (ACP). Gerson was als gedelegeerd opdrachtgever betrokken bij de voltooiing van de renovatie van het Stedelijk Museum te Amsterdam.
Gerson is afkomstig uit een Duits-Joods gezin. Zijn vader was Horst Karl Gerson, een kunsthistoricus en vooraanstaand Rembrandtkenner, die in 1933 een aanstelling kreeg aan het Rijksbureau voor Kunsthistorische Documentatie (RKD) in Den Haag, waar hij later directeur van zou worden. In eigen land kon Gerson als Jood inmiddels geen baan meer krijgen. Vlak voor de bezetting van Nederland door nazi-Duitsland verkregen zijn vrouw en hij de Nederlandse nationaliteit. Mede daardoor, én door een (vals) bewijs van zijn half-Joodse achtergrond en zijn huwelijk met een niet-Joodse vrouw, overleefden Horst Gerson en zijn gezin de Tweede Wereldoorlog in Nederland.
Na een jaar aan het Bowdoin College in Maine, VS, studeerde Hans Gerson economie en planologie aan de Universiteit van Amsterdam. Vanaf 1975 werkt hij voor de gemeente Amsterdam, onder andere als assistent van wethouder Jan Schaefer. In 1990 werd hij directeur van het Grondbedrijf van Amsterdam, in 2000 gevolgd door het gemeentelijk Havenbedrijf.
Van 2009 tot 2010 was hij wethouder voor de portefeuille Verkeer, Vervoer & Infrastructuur, Volkshuisvesting & Monumenten en Archeologie voor de Partij van de Arbeid. Hij volgde Tjeerd Herrema op nadat deze was opgestapt vanwege aanhoudende problemen rond de aanleg van de Noord/Zuidlijn.